# 苯基(三氯甲基)汞
苯基(三氯甲基)汞是一种有机汞化合物，化学式 C6H5HgCCl3。它是一种可溶于有机溶剂的白色固体。这种化合物在环丙烷化反应中可用作二氯卡宾的来源，可把四氯乙烯环化成六氯环丙烷：
C6H5HgCCl3  →  C6H5HgCl  +  CCl2
CCl2  +  Cl2C=CCl2  →   C3Cl6
苯基(三氯甲基)汞可以由苯基氯化汞和三氯乙酸钠反应而成：
NaO2CCCl3  +  C6H5HgCl  →  C6H5HgCCl3  +  NaCl  +  CO2